# Joey Konings
Joey Konings, né le 21 avril 1998 à Heesch aux Pays-Bas, est un footballeur néerlandais qui évolue au poste d'avant-centre au FC Eindhoven.

## Biographie

### Formation
Passé par le RKC Waalwijk, Joey Konings rejoint le centre de formation du PSV Eindhoven en 2008, où il passe dix dans. Il ne fait cependant aucune apparition avec l'équipe première et est surtout utilisé avec la réserve.

### Heracles Almelo
En fin de contrat en juillet 2018, Joey Konings s'engage librement avec l'Heracles Almelo pour deux saisons avec une autre en option. Blessé à l'aine en août il faut attendre le 2 décembre 2018 pour le voir porter pour la première fois les couleurs de l'Heracles. Il fait donc ses débuts ce jour-là, lors d'un match d'Eredivisie de la saison 2018-2019 face au VVV Venlo. Son équipe s'impose sur le score de quatre buts à un.

### De Graafschap
Joey Konings se retrouve en fin de contrat avec l'Heracles Almelo à l'été 2020, il n'est pas prolongé et s'engage pour deux saisons plus une en option à De Graafschap, club évoluant alors en deuxième division néerlandaise. Il joue son premier match dès la première journée de la saison 2020-2021, face au FC Den Bosch, le 31 août 2020. Il entre en fin de partie alors que son équipe s'impose par quatre buts à deux. Konings inscrit son premier but pour sa nouvelle équipe le 27 octobre de la même année, contre le FC Twente, en coupe des Pays-Bas. Il contribue ainsi à la victoire des siens face à une formation qui évolue pourtant au niveau supérieur (1-3 score final). Le 29 janvier 2021, il se fait remarquer lors de la victoire (2-1) de son équipe face à TOP Oss en marquant d'un retourné de l'extérieur de la surface de réparation à la suite d'un corner, ouvrant ainsi le score. Son équipe lutte alors pour le titre et la montée en première division.

### FC Den Bosch
Lors de l'été 2022, Joey Konings rejoint librement le FC Den Bosch. Le transfert est annoncé le 23 juin 2022 et il signe un contrat de deux ans,.

### FC Emmen
Le 23 août 2023, Joey Konings rejoint le FC Emmen pour un contrat de deux saisons, soit jusqu'en juin 2025.
Alors qu'il ne joue plus depuis plusieurs mois, Konings résilie son contrat avec le FC Emmen d'un commun accord le 2 janvier 2025.

### FC Eindhoven
Le 4 février 2025, Joey Konings signe un contrat amateur avec le FC Eindhoven, valable jusqu'à la fin de la saison.